# Talaash: The Answer Lies Within
Talaash: The Answer Lies Within (Hindi-englisch; übersetzt: Suche: Die Antwort liegt mitdrin) ist ein indischer Mystery-Thriller von Reema Kagti aus dem Jahr 2012. Er wurde von Excel Entertainment und Aamir Khan Productions produziert.

## Handlung
Spät abends, auf einer verlassenen Straße, verliert der berühmte Schauspieler Armaan Kapoor die Kontrolle über sein Auto ohne einen ersichtlichen Grund. Zeugen berichten, dass er anscheinend versuchte, etwas auszuweichen und in den Fluss fuhr. Inspektor Surjan Shekhawat untersucht den Fall mit seinem Helfer Devrath Kulkarni. Das Privatleben von Surjan ist in Aufruhr seit dem Tod seines 8-jährigen Sohnes Karan, der kürzlich während eines Familienausflugs im See ertrank. Seine Frau Roshni trauert noch und Surjan hat einen Schuldkomplex entwickelt. Surjan erfährt, dass in der Nacht des Unfalls Armaan mit 2 Millionen Rupien in bar unterwegs war, welches jedoch nicht im Auto gefunden wurde. Armaan übergab das Geld einem Erpresser namens Shashi, der als Zuhälter arbeitet. Drei Jahre zuvor deckte Shashi Armaan und seinen Freund Sanjay Kejriwal. Als er von Armaans Tod erfährt, flieht Shashi mit dem Bargeld und lässt seine Frau Mallika zurück. Shashis Freund Tehmur stiehlt Shashis SIM-Karte. Shashi beginnt Sanjay zu erpressen. Sanjay stellt Kriminelle ein, die Shashi ermorden. Tehmur beginnt Shashis alte SIM-Karte zu verwenden, um Sanjay mit dem Mord an Shashi zu erpressen.
Inzwischen sucht Roshni Trost bei einer Frau, die übersinnliche Kräfte hat. Sie setzt sich mit Karans Seele in Verbindung. Eines Nachts bietet die Prostituierte Rosie Surjan eine Nacht an. Durch Rosie erfährt Surjan von der Verbindung von Shashi mit dem Fall. Die Polizisten finden den Körper von Shashi zusammen mit dem Erpressungsgeld und einer DVD. Die DVD enthält peinliches Filmmaterial von Armaan und seinen Freunden, die das Hotel mit einem Mädchen verlassen. Überzeugt von der Verbindung von Armaan mit Prostituierten setzt Surjan seine Suche fort. Im Armenviertel in der Nähe vom Hotel Lido bringt Rosie Surjan an einen ruhigen Platz am Flussufer und sagt ihm, dass sie vor drei Jahren mit Armaan und seinen Freunden, Sanjay und Nikhil unterwegs war. Jedoch offenbart sie nichts weiteres. Surjan versucht sich Nikhil zu nähern um mehr Informationen erhalten. Er erfährt, dass Nikhil seit dem Ereignis vor drei Jahren hirntot ist.
Tehmur wird von den zwei Kriminellen getötet, die Sanjay beauftragte. Einer der Kriminellen wird von der Polizei festgenommen und offenbart, dass Sanjay der Auftraggeber für die Morde an Shashi und Tehmur war. Surjan verhört Sanjay, der zugibt, dass vor drei Jahren er, Armaan und Nikhil eine Prostituierte mitgenommen haben, um Nikhils Geburtstag zu feiern. Während er fuhr, begann Nikhil auf dem Rücksitz das Mädchen zu befummeln, als sich plötzlich die Autotür öffnete. Nikhil und das Mädchen stürzten aus dem fahrenden Auto. Beide wurden schwer verletzt. Armaan und Sanjay brachten Nikhil ins Krankenhaus, aber ließen das verletzte Mädchen auf der Straße liegen, aus Angst, jemand könnte erfahren, dass sie eine Prostituierte angeheuert haben. Sanjay bat Shashi, auf sie aufzupassen. Shashi informierte die drei vom Tod des Mädchens und seitdem erpresst er Geld von ihnen, da er belastende Beweise hat.
Auf dem Video erkennt Surjan Rosie wieder. Da er Sanjay zum Polizeirevier fährt, nähern sie sich derselben Straße, an der Armaan seinen Autounfall hatte. Sowohl Surjan als auch Sanjay sehen Rosie vor sich stehen. Wie bei Armaans Unfall fährt das Auto in den Fluss. Sanjay stirbt und Surjan schafft es mit viel Mühe aus dem Auto. Rosie erscheint unter Wasser und rettet ihn. Auf dem Polizeirevier rät der Vorgesetzte ihm davon ab, seine unglaubliche Geschichte zu melden. Surjan ist bereit, im offiziellen Bericht zu schreiben, dass der Tod von Armaan Kapoor ein Unfall war. Er kehrt zum Uferplatz zurück, wo er sich immer mit Rosie traf. Dort überlegt er, wo Shashi ihren Körper vergraben haben könnte. Er erinnert sich daran, was Rosie ihm sagte und findet ihren Körper. Nun kann er sie angemessen bestatten. Surjan glaubt nun an Übersinnliches und findet einen Brief von Karan, der ihn mit Hilfe eines Mediums kontaktiert. Durch den Brief teilt Karan seinem Vater mit, dass er nicht für seinen Tod verantwortlich sei und er möchte, dass seine Eltern glücklich sind. Surjan weint und Roshni tröstet ihn.

## Musik
| # | Titel                 | Sänger                            | Länge |
| - | --------------------- | --------------------------------- | ----- |
| 1 | Muskaanein Jhooti Hai | Suman Sridhar                     | 3:20  |
| 2 | Jee Le Zaraa          | Vishal Dadlani                    | 3:37  |
| 3 | Jiya Lage Na          | Sona Mohapatra, Ravindra Upadhyay | 4:37  |
| 4 | Hona Hai Kya          | Ram Sampath, Rupesh               | 4:43  |
| 5 | Laakh Duniya Kahe     | Ram Sampath                       | 6:04  |
| 6 | Jee Le Zaraa (Remix)  | Vishal Dadlani                    | 3:59  |

## Kritik
„[…] Angeführt wird die Truppe von Aamir Khan, der neben Zoyas Bruder Farhan Akhtar als Produzent waltete, und mit meist grimmiger Miene die Hauptrolle spielt. Khan mag etwas einseitig den kaputten Cop kanalisieren, doch er macht es mit dem ihm eigenen Charisma. Ganz kurze Momente des Glücks sind ihm etwa in den Rückblenden gegönnt, als das Familienleben noch intakt war. Und lächeln darf er in den ganzen zweieinhalb Stunden vielleicht zweimal. Das könnte bei einem schwächeren Schauspieler dazu führen, dass man das Interesse verliert, aber Khan verleiht der Figur über weite Strecken hinweg mehr Leben, als auf dem Papier eigentlich da wäre.
Das liegt aber auch daran, dass er mit einigen starken Co-Stars zusammenprallen kann. Die in letzter Zeit leider unterbeschäftigte Rani Mukherjee etwa spielt sein Spiegelbild, ebenso geplagt, seelisch wohl noch kaputter, und sie lässt Khan gut pendeln zwischen weiterhin bestehender Zuneigung und sich breit machender Verzweiflung. Kareena Kapoor derweil ist die einzige Protagonistin, die spürbar Leben in die düstere Show bringt, wenn ihre Rosie mit ihren Reizen kokettiert und sich ihres Auftretens voll bewusst ist. Auch sie lässt Khan schwanken, zwischen Versuchung und Abblocken.
Unter den restlichen Akteuren sticht kaum mehr jemand heraus, höchstens noch der talentierte Nawazuddin Siddiqui als humpelnder und mysteriöser Gauner. Siddiqui gehört normalerweise in das Umfeld von Regisseur Anurag Kashyap (Gangs of Wasseypur) und da der hier an den Dialogen mitarbeitete, erklärt wohl den Auftritt. Ein willkommener ist es allemal. Auch sonst bedient sich Kagti, die bisher eher mit leichteren Stoffen Erfahrung hat, beim Kino Kashyaps - dessen düsteren Stadt-Szenarien, kaputten Menschen und fokussierten Dialogen. Eine schicke, authentisch wirkende Sache. "Talaash" unterwirft sich zwar den Bollywood-Konventionen mit Gesang, Überlänge und etwas zu langgezogenen Textpassagen, aber er ist auch international konsumierbar. […]“

## Weblink
- Talaash: The Answer Lies Within bei IMDb